# Observatori la Adunarea Generală a Națiunilor Unite
În afara celor 192 de state membre ale Organizației Națiunilor Unite, există mai multe agenții internaționale, entități și non-state care au calitatea de observatori. Observatorii au dreptul de a vorbi în cadrul întâlnirilor Adunării Generale a Națiunilor Unite, dar nu și de a vota cu privire la rezoluțiile și alte chestiuni de fond. 
Statutul de observator este acordat printr-o rezoluție a Adunării Generale a Națiunilor Unite, la un moment dat în timp. 

## State ne-membre
Statele ne-membre care au calitatea de observatori sunt state recunoscute ca suverane care nu și-au arătat dorința de a deveni membri deplini ai Națiunilor Unite. De exemplu Elveția a fost între 1948 și 2002 observator permanent până a devenit membru deplin pe 10 septembrie 2002. Actualmente, sunt doar două state care au statutul de observator: Vatican și Palestina .
| State ne-membre | Data la care ia fost acordat statutul de observator |
| --------------- | --- |
| Sfântul Scaun   | 6 aprilie 1964: devine observator permanent 1 iulie 2004 (A/RES/58/314): A câștigat toate drepturile de membru exceptând dreptul la vot. |
| Palestina       | 22 noimbrie, 1974 (A/RES/3237 (XXIX)): statul de observator care nu-i stat pentru Organizația pentru Eliberarea Palestinei (OEP) 9 decembrie 1988 (A/RES/43/160): dreptul circulării comunicărilor fără intermediari 15 decembrie 1988 (A/RES/43/177 Arhivat în 17 iulie 2015, la Wayback Machine.): desemnarea "Palestinei" 7 iulie 1998 (A/RES/52/250): dreptul de a participa la debate generale și alte drepturi adiționale 29 noiembrie 2012 (A/RES/67/19): statutul de stat observator |

Note:
- Insulele Cook și Niue sunt asociate cu Noua Zeelandă, ambele sunt tratate ca state ne-membre.
- Palestina și Ordinul Suveran al Cavalerilor de Malta în prezent nu sunt recunoscute de către Organizația Națiunilor Unite ca state, ci numai ca entități (a se vedea secțiunea următoare).
- Republica China nu este recunoscută ca stat suveran ci făcând parte din Republica Populară Chineză. În 1971 Republica China a fost înlocuită cu Republica Populară Chineză drept reprezentantă a Chinei în ONU.

## Organizații internaționale și entități
Multe organizații internaționale, organizații non-guvernamentale, precum și entitățile ale căror statalitate sau suveranitate nu sunt precis definite, sunt invitate să devină observatori, în Adunarea Generală. Unele dintre ele mențin un birou permanent la sediul Națiunilor Unite din New York, în timp ce altele nu. 
| Organizații și entității                                                                | Data acordării statutului de observator                                               |
| --------------------------------------------------------------------------------------- | ------------------------------------------------------------------------------------- |
| African, Caribbean and Pacific Group of States                                          | Octombrie 15, 1981 (A/RES/36/4)                                                       |
| African Development Bank                                                                | Octombrie 28, 1987 (A/RES/42/10)                                                      |
| Uniunea Africană                                                                        | Octombrie 11, 1965 (A/RES/2011(XX)) 15 August 2002 (General Assembly decision 56/475) |
| Agency for the Prohibition of Nuclear Weapons in Latin America and the Caribbean        | Octombrie 17, 1988 (A/RES/43/6)                                                       |
| Andean Community of Nations                                                             | Octombrie 22, 1997 (A/RES/52/6)                                                       |
| Asian-African Legal Consultative Organization                                           | Octobmbrie 13, 1980 ( A/RES/35/2)                                                     |
| Asian Development Bank                                                                  | Noiembrie 19, 2002 (A/RES/57/30)                                                      |
| Association of Caribbean States                                                         | Octombrie 15, 1998 (A/RES/53/17)                                                      |
| ASEAN                                                                                   | Decembrie 4, 2006 (A/RES/61/44)                                                       |
| Black Sea Economic Cooperation Organization                                             | Octombrie 8, 1999 (A/RES/54/5)                                                        |
| Comunitatea Caraibelor                                                                  | Octombrie 17, 1991 (A/RES/46/8)                                                       |
| Central American Integration System                                                     | Octombrie 19, 1995 (A/RES/50/2)                                                       |
| Collective Security Treaty Organization                                                 | Decembrie 2, 2004 (A/RES/59/50)                                                       |
| Common Fund for Commodities                                                             | Noiembrie 23, 2005 (A/RES/60/26)                                                      |
| Commonwealth of Independent States                                                      | Martie 24, 1994 (A/RES/48/237)                                                        |
| Commonwealth Secretariat                                                                | Octombrie 18, 1976 (A/RES/31/3)                                                       |
| Community of Portuguese Language Countries                                              | Octombrie 26, 1999 (A/RES/54/10)                                                      |
| Community of Sahelo-Saharan States                                                      | Decembrie 12, 2001 (A/RES/56/92)                                                      |
| Council of Europe                                                                       | Octobrie 17, 1989 (A/RES/44/6)                                                        |
| East African Community                                                                  | Decembrie 9, 2003 (A/RES/58/86)                                                       |
| Economic Community of Central African States                                            | Decembrie 12, 2000 (A/RES/55/161)                                                     |
| Economic Community of West African States                                               | Decembrie 2, 2004 (A/RES/59/51)                                                       |
| Economic Cooperation Organization                                                       | Octombrie 13, 1993 (A/RES/48/2)                                                       |
| Eurasian Economic Community                                                             | Decembrie 9, 2003 (A/RES/58/84)                                                       |
| Uniunea Europeană                                                                       | Octombrie 11, 1974 (A/RES/3208 (XXIX))                                                |
| GUAM Organization for Democracy and Economic Development                                | Decemberie 9, 2003 (A/RES/58/85)                                                      |
| Hague Conference on Private International Law                                           | Noiembrie 23, 2005 (A/RES/60/27)                                                      |
| Ibero-American Conference                                                               | Noiembrie 23, 2005 (A/RES/60/28)                                                      |
| Indian Ocean Commission                                                                 | Decembrie 4, 2006 (A/RES/61/43)                                                       |
| Inter-American Development Bank                                                         | Decembrie 12, 2000 (A/RES/55/160)                                                     |
| Inter-Parliamentary Union                                                               | Noiembrie 19, 2002                                                                    |
| International Centre for Migration Policy Development                                   | Noiembrie 19, 2002 (A/RES/57/31)                                                      |
| Comitetul Internațional al Crucii Roșii                                                 | Octomabrie 16, 1990 (A/RES/45/6)                                                      |
| International Criminal Court                                                            | Iulie 1, 2002                                                                         |
| International Criminal Police Organization (Interpol)                                   | Octombrie 15, 1996 (A/RES/51/1)                                                       |
| International Development Law Institute                                                 | Decembrie 12, 2001 (A/RES/56/90)                                                      |
| International Federation of Red Cross and Red Crescent Societies                        | Octombrie 19, 1994 (A/RES/49/2)                                                       |
| International Hydrographic Organization                                                 | Decembrie 12, 2001 (A/RES/56/91)                                                      |
| International Institute for Democracy and Electoral Assistance                          | Decembrie 9, 2003 (A/RES/58/83)                                                       |
| International Organization for Migration                                                | Octombrie 16, 1992 (A/RES/47/4)                                                       |
| International Organization of la Francophonie                                           | Noiembrie 10, 1978 (A/RES/33/18) 18 decembrie 1998 (General Assembly decision 53/453) |
| International Seabed Authority                                                          | Octobrie 24, 1996 (A/RES/51/6)                                                        |
| International Tribunal for the Law of the Sea                                           | Decembbrie 17, 1996 (A/RES/51/204)                                                    |
| International Union for the Conservation of Nature and Natural Resources                | Decembrie 17, 1999 (A/RES/54/195)                                                     |
| Islamic Development Bank Group                                                          | Martie 28, 2007 (A/RES/61/259)                                                        |
| Latin American Economic System (SELA)                                                   | Octombrie 13, 1980 (A/RES/35/3)                                                       |
| Latin American Integration Association                                                  | Noiembrie 23, 2005 (A/RES/60/25)                                                      |
| Latin American Parliament                                                               | Octombrie 13, 1993 (A/RES/48/4)                                                       |
| League of Arab States                                                                   | Noiembrie 1, 1950 (A/RES/477 (V))                                                     |
| OPEC Fund for International Development                                                 | Decembrie 4, 2006 (A/RES/61/42)                                                       |
| Organisation for Economic Cooperation and Development                                   | Octombrie 15, 1998 (A/RES/53/6)                                                       |
| Organisation of Eastern Caribbean States                                                | Decembrie 2, 2004 (A/RES/59/52)                                                       |
| Organization for Security and Cooperation in Europe                                     | Octombrie 13, 1993 (A/RES/48/5)                                                       |
| Organization of American States                                                         | Octombrie 16, 1948 (A/RES/253 (III))                                                  |
| Organization of the Islamic Conference                                                  | Octombrie 10, 1975 (A/RES/3369 (XXX))                                                 |
| Pacific Islands Forum                                                                   | Octombrie 17, 1994 (A/RES/49/1)                                                       |
| Palestine Liberation Organization                                                       | Noiembrie 22, 1974 (A/RES/3237 (XXIX))                                                |
| Partners in Population and Development                                                  | Noiembrie 19, 2002 (A/RES/57/29)                                                      |
| Permanent Court of Arbitration                                                          | Octombrie 13, 1993 (A/RES/48/3)                                                       |
| Shanghai Cooperation Organization                                                       | Decembrie 2, 2004 (A/RES/59/48)                                                       |
| South Asian Association for Regional Cooperation                                        | Decembrie 2, 2004 (A/RES/59/53)                                                       |
| Southern African Development Community                                                  | Decembrie 2, 2004 (A/RES/59/49)                                                       |
| Sovereign Military Hospitaller Order of Saint John of Jerusalem, of Rhodes and of Malta | 24 august 1994                                                                        |
| World Customs Organization                                                              | Martie 23, 1999 (A/RES/53/216)                                                        |

Notă: Denumirea este cea oficială în limba engleză